# Желина, Гратье
Гратье Желина CC C.Q. (фр. Gratien Gélinas; 8 декабря 1909 — 16 марта 1999) — канадский драматург, актёр, режиссёр и писатель, считается одним из основоположников современных театра и кино Квебека.

## Биография
Гратье Желина обучался коммерции в колледже Монреаля, но в 1929 году ему пришлось отказаться от посещения занятий из-за проблем с экономикой Канады, наступившими вследствие Великой депрессии.
В том же году он основал любительский театр, набрав актёров из бывших товарищей по колледжу. Желина начал профессиональную актёрскую карьеру в 1937 году, получив одну из ролей в радиосериале «Сельский священник».
В 1938 он вышел на сцену с моноспектаклем «Фридолины». В его представлении умело совмещались музыкальная комедия, танцы, пантомима, сатира и любовные сцены. Главным героем был Фридолин — бедный мальчик из с монреальских улиц, носил гольфы, подтяжки и кепку. Его нескончаемый оптимизм, даже при больших неудачах, сделал его одним из символов Квебека и героев канадской сцены. Спектакль выходил вплоть до 1946 года. Впервые текст «Фридолин» был опубликован лишь в 1980 году.
Его первая пьеса «Тит-Кок» была представлена в театре Monument national в 1948 году и пользовалась большим успехом. Она была сыграна более 600 раз. Спектакль был продемонстрирован в США и Канаде на французском и английском языках. Данное произведение часто считается первым большим успехом франко-канадской драмы. В 1953 году пьеса была экранизирована. Лента получила приз Канадской киноакадемии как лучший фильм года.
В 1954 году Желина работал на телевидении Radio-Canada, как автор и главный актёр серии Les Quat’fers en l’air. В 1956 году участвовал в Стратфордском шекспировском театральном фестивале. Он играл доктора Каюса в «Виндзорских насмешницах» и Карла VI в «Генрихе V». На следующий год Желина создал театр Comédie-Canadienne и был его руководителем до 1972 года. Театр продвигал франко-канадские работы и создавал национальную идентичность в культуре.
В 1959 году Гратье Желина написал и спродюсировал вторую пьесу — Bousille et les justes. Её показали в 26 канадских городах в общей сложности более трёхсот раз. Его третья пьеса, «Вчера дети танцевали» (фр. Hier, les enfants dansaient, 1966), была представлена публике на следующий год на Шарлоттаунском фестивале под английским названием Yesterday the Children were Dancing. Пьесу показали в США на канале Public Broadcasting Service в 1971 году. Премьера его четвёртой и последней пьесы La Passion de Narcisse Mondoux, в которой он сыграл более трёхсот раз, была представлена в Торонто 2 октября 1986 года. Годом ранее он сыграл отца Мартино в фильме Нормана Джуисона «Агнесса божья».
С 1969 по 1978 годы руководил компанией Telefilm Canada.
Также Желина перевёл на французский пьесу «The Ecstasy of Rita Joe» и мюзикл «Волосы». Его пьесы были изданы на нескольких языках и демонстрировались, помимо Канады и США, в Финляндии, Чехословакии, Германии, Польше и Великобритании.
Гратье Желина стал членом Канадского королевского общества в 1958 году. В 1967 году был произведён в офицеры, а в 1989 году — в компаньоны ордена Канады. В 1985 году стал рыцарем Национального ордена Квебека.